# Rüppells boszanger
De Rüppells boszanger (Phylloscopus umbrovirens) is een zangvogel uit de familie Phylloscopidae.

## Verspreiding en leefgebied
Deze soort telt 9 ondersoorten:
- P. u. yemenensis: zuidwestelijk Saoedi-Arabië en westelijk Jemen.
- P. u. williamsi: het noordelijke deel van Centraal-Somalië.
- P. u. umbrovirens: Eritrea, noordelijk en centraal Ethiopië en noordwestelijk Somalië.
- P. u. omoensis: westelijk en zuidelijk Ethiopië.
- P. u. mackenzianus: van zuidoostelijk Soedan en noordelijk Oeganda tot centraal Kenia.
- P. u. wilhelmi: oostelijk Congo-Kinshasa, zuidwestelijk Oeganda, Rwanda en Burundi.
- P. u. alpinus: Rwenzori-gebergte op de grens van Congo-Kinshasa, Oeganda en Rwanda.
- P. u. dorcadichroa: zuidoostelijk Kenia, noordelijk en noordoostelijk Tanzania.
- P. u. fugglescouchmani: oostelijk Tanzania.